# Fosse Bellevue
La fosse Bellevue de la Compagnie des mines d'Anzin est un ancien charbonnage du bassin minier du Nord-Pas-de-Calais, situé à Denain. La fosse, commencée en 1834 au nord de la commune commence à extraire dès l'année suivante, mais la production reste faible, et lors de son arrêt en 1843, la fosse n'a produit que 1 462 tonnes de houille. En revanche, des cités ont été bâties près de la fosse, ainsi qu'une école, et elles ont été agrandies au fur et à mesure des décennies, les mineurs étant employés dans les fosses des alentours.
Les corons sont détruits en 1988, les autres habitations sont en revanche rénovées pour la plupart. Au début du XXIe siècle, Charbonnages de France matérialise la tête du puits Bellevue. Il subsiste un des bâtiments de la fosse.

## La fosse

### Fonçage
La Compagnie des mines d'Anzin commence en 1834 le fonçage de sa huitième fosse sur Denain dans la partie nord de la commune, à 2 055 mètres au nord-nord-ouest de la fosse Villars, la première fosse denaisienne, ouverte il y a dix-huit ans. L'orifice du puits est situé à l'altitude de 47 mètres. Le terrain houiller est atteint à la profondeur de 79 mètres.

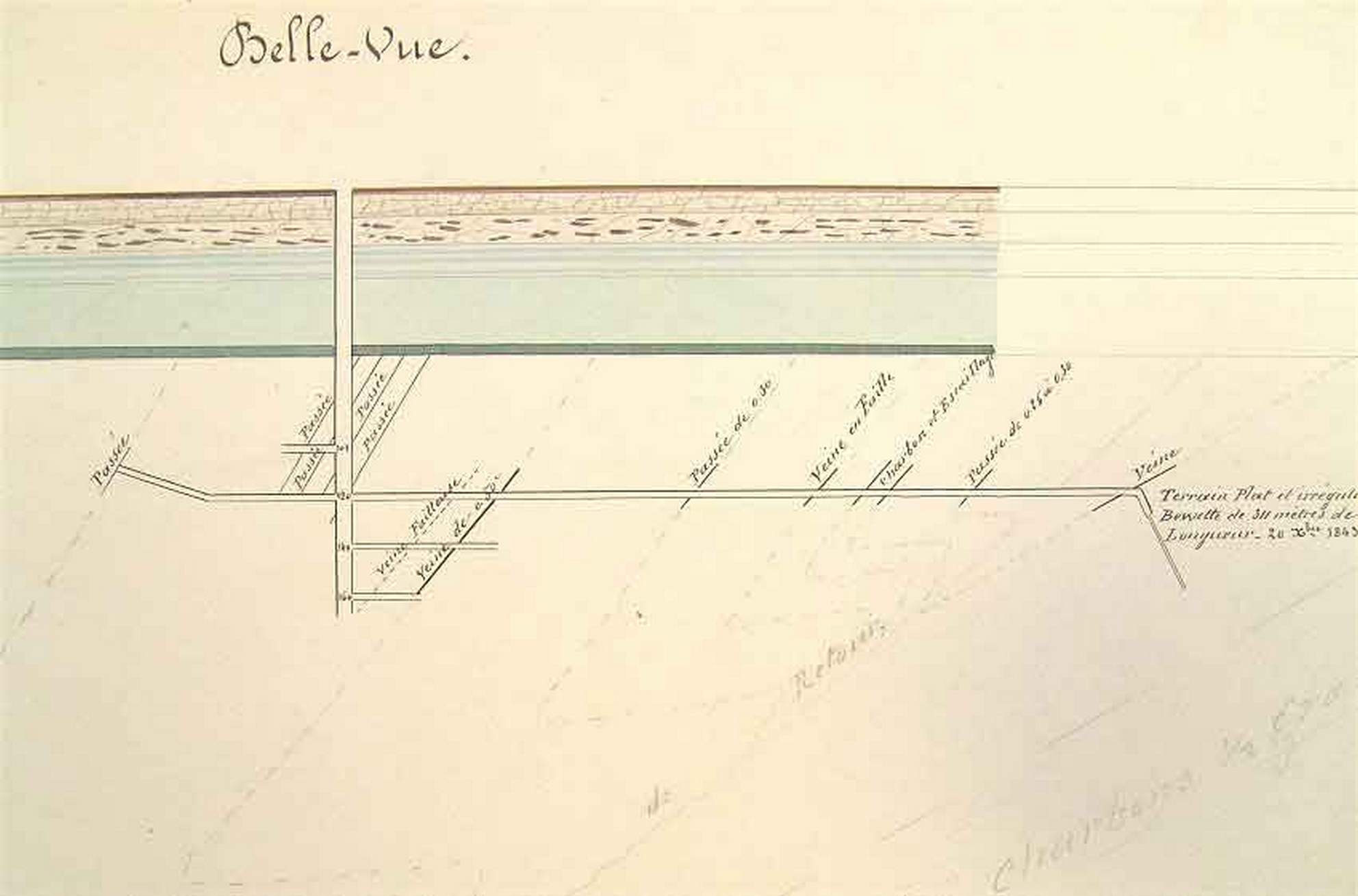
Coupe schématique du puits.

### Exploitation
La fosse Bellevue commence à extraire en 1835, année où elle produit 72 tonnes de houille. Elle produit ensuite 205 tonnes en 1836, 114 tonnes en 1837, 41 tonnes en 1838, 52 tonnes en 1839, 443 tonnes en 1840, 203 tonnes en 1842, 198 tonnes en 1842 et 134 tonnes en 1843, soit 1 462 tonnes en neuf années.
La fosse est alors définitivement arrêtée à l'extraction en 1843, car les veines sont épaisses de seulement vingt centimètres et une faille rend difficile l'extraction. Le site, qui paraissait initialement avantageux, ne permet pas d'exploiter dans des conditions rentables. Les mineurs sont alors employés dans les fosses les plus proches, dont Bayard n'est qu'à 925 mètres au sud-est.

### Reconversion
Au début du XXIe siècle, Charbonnages de France matérialise la tête du puits Bellevue. Le BRGM y effectue des inspections chaque année. Il subsiste un bâtiment, situé près du puits, de date de construction indéterminée.

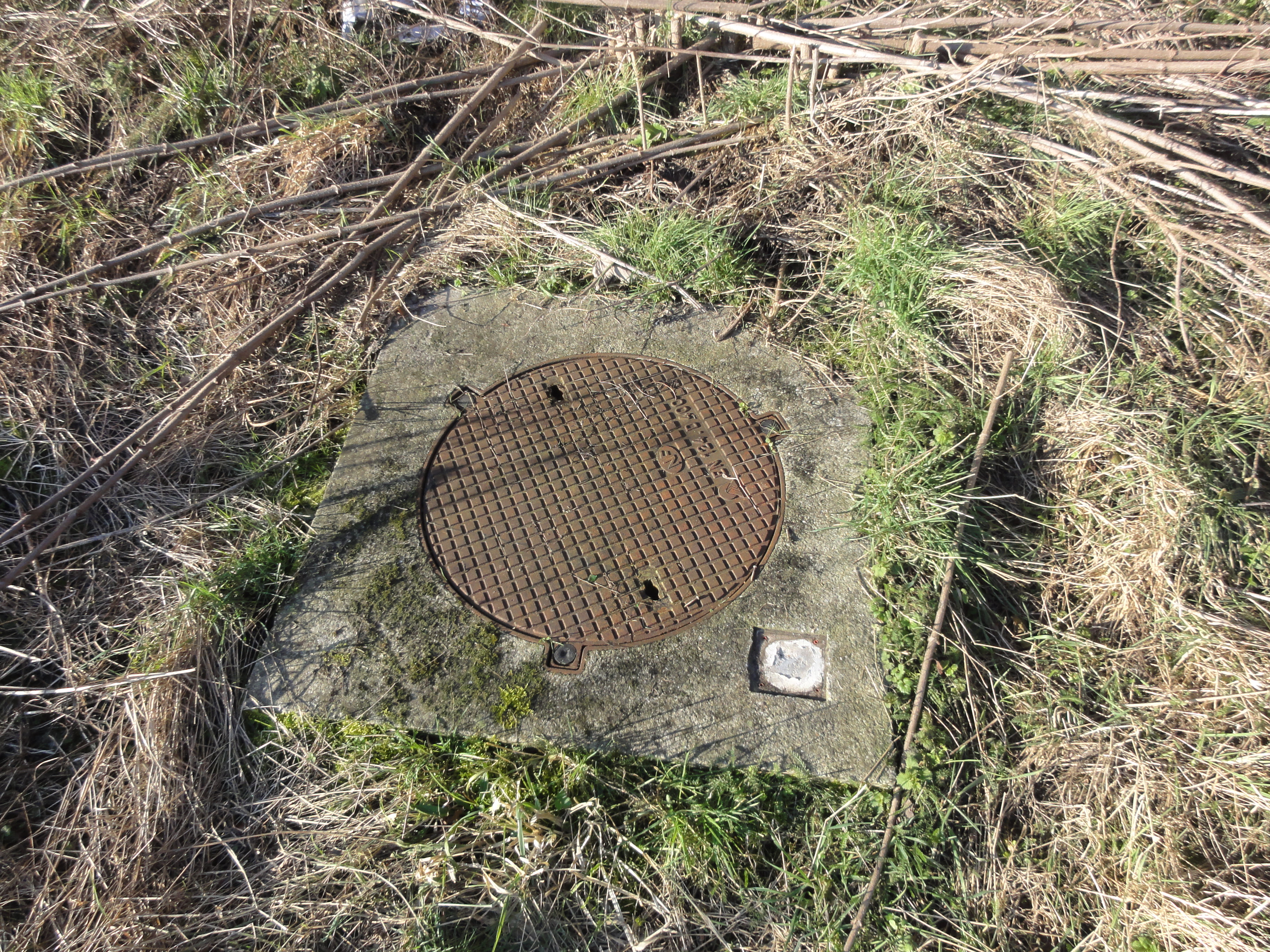
La tête de puits matérialisée Bellevue.
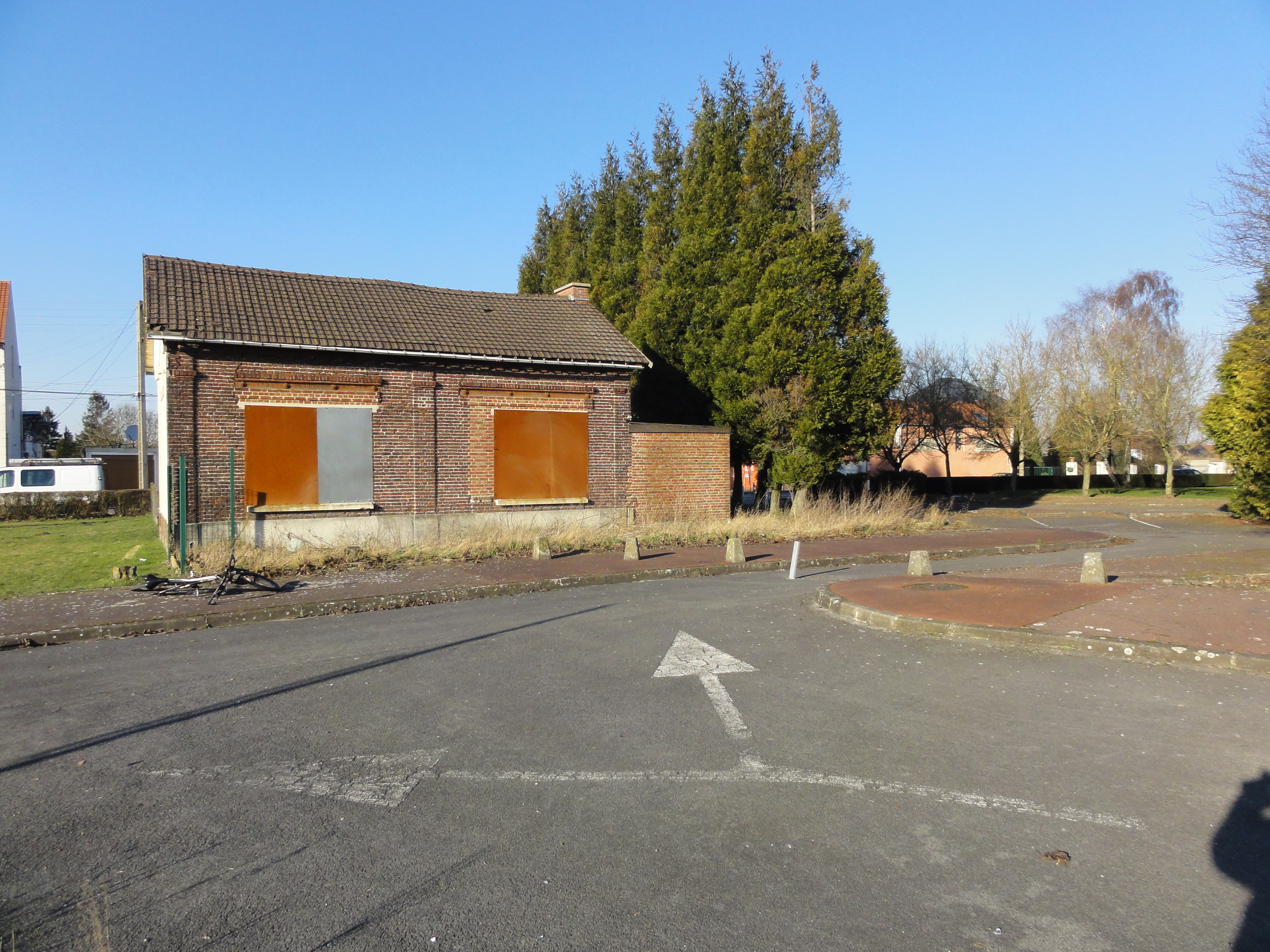
Le carreau de la fosse Bellevue en 2012
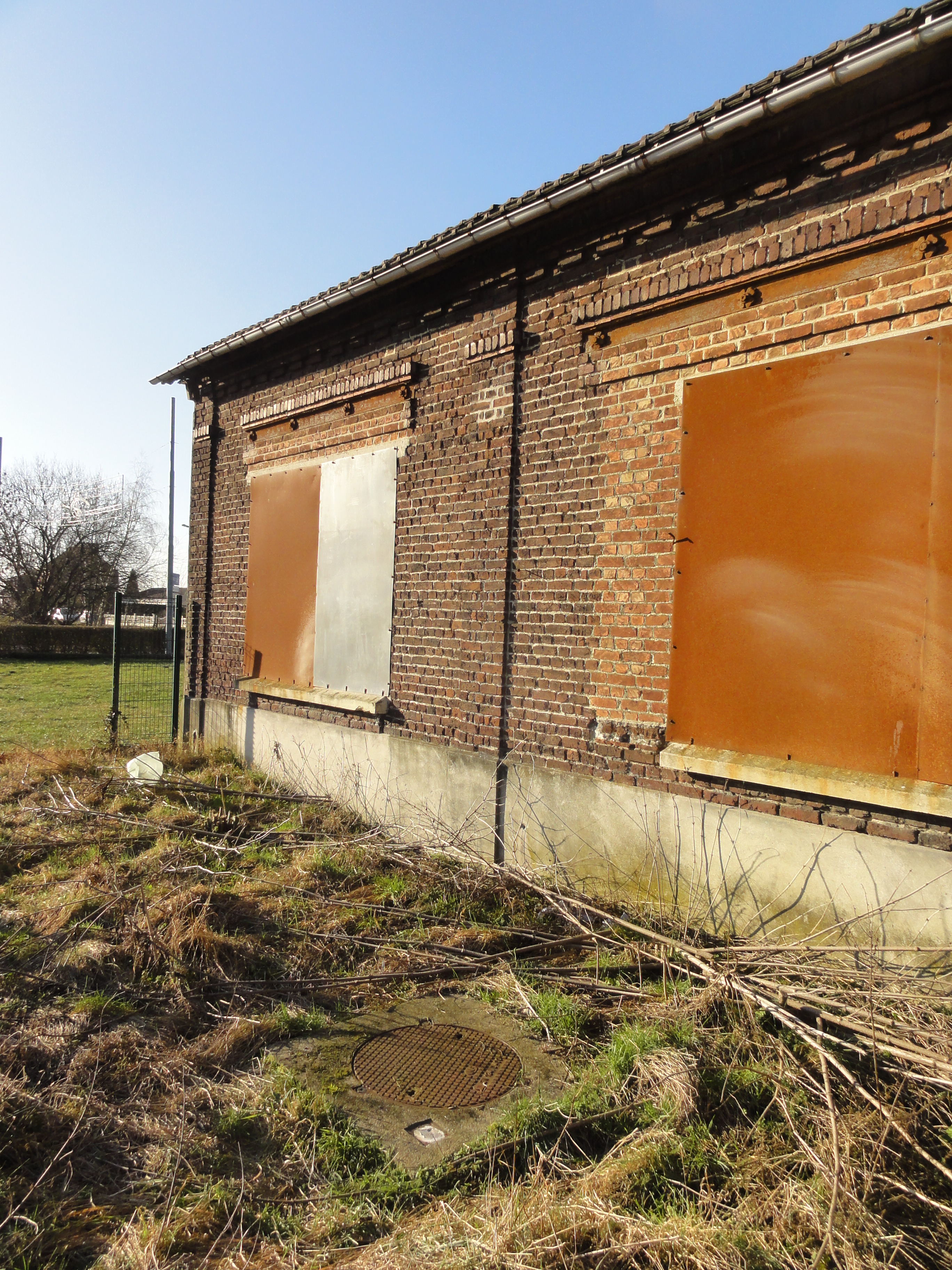
Le puits Bellevue dans son environnement.
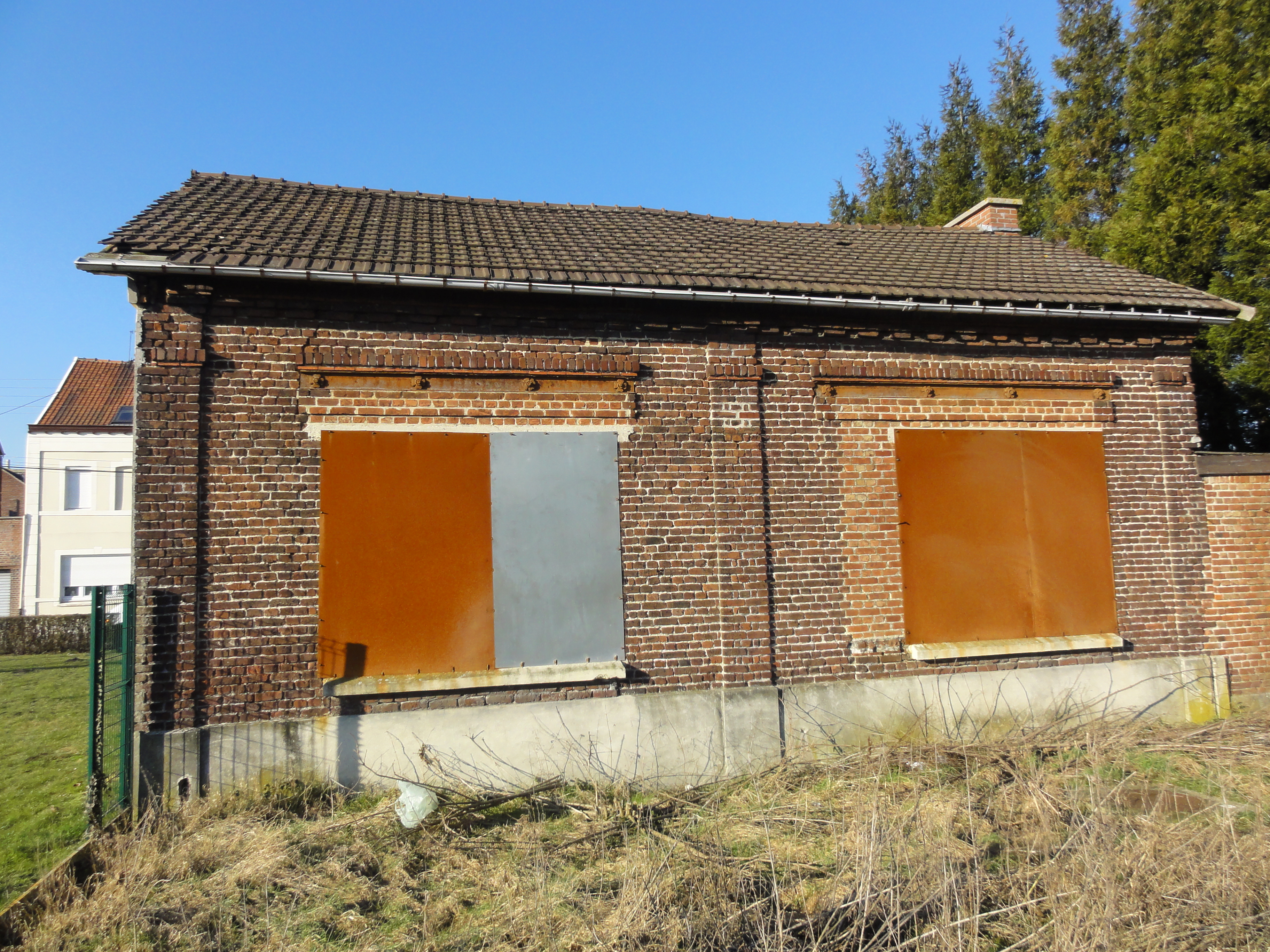
Le bâtiment subsistant.
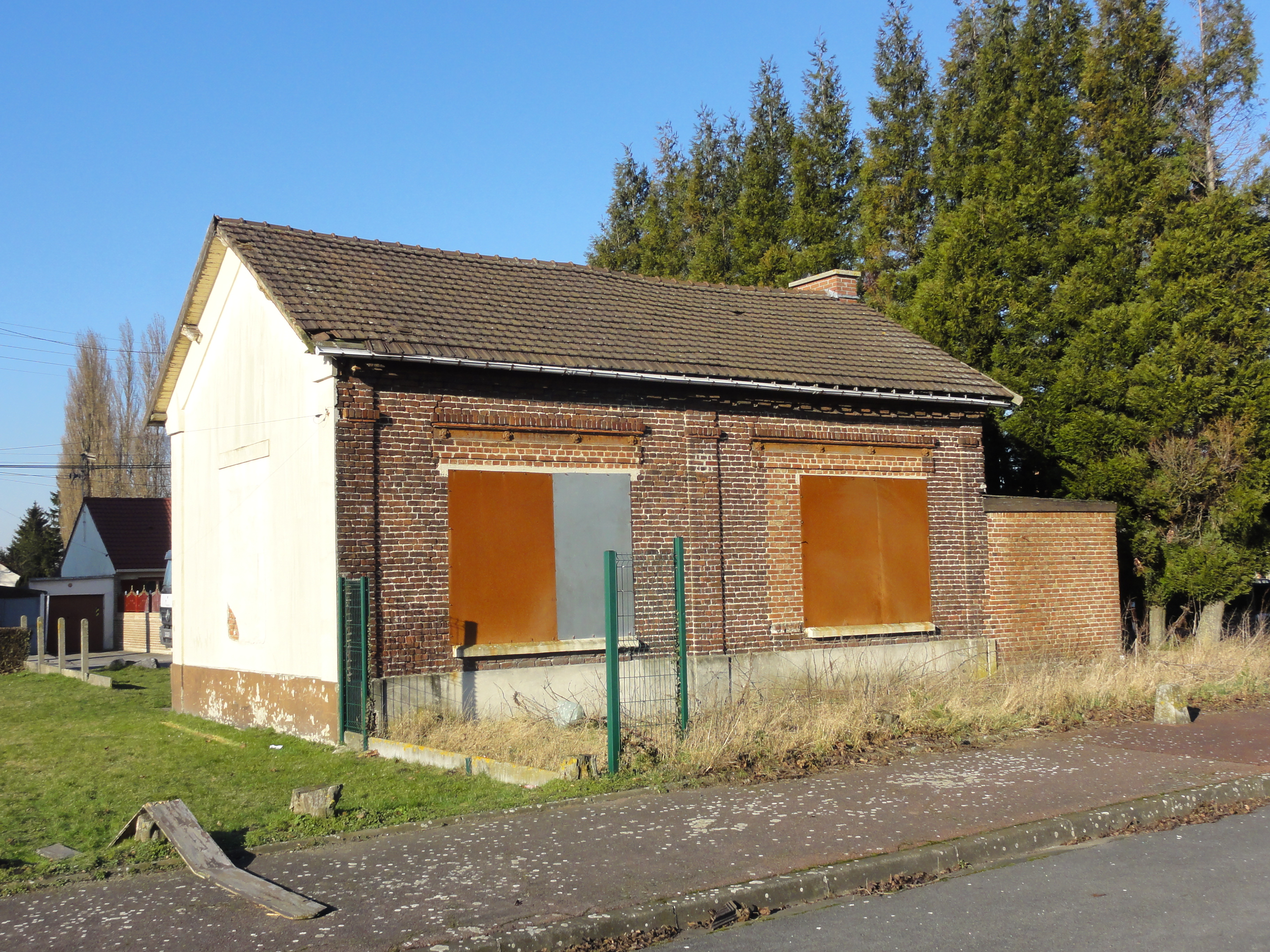
Le bâtiment subsistant.
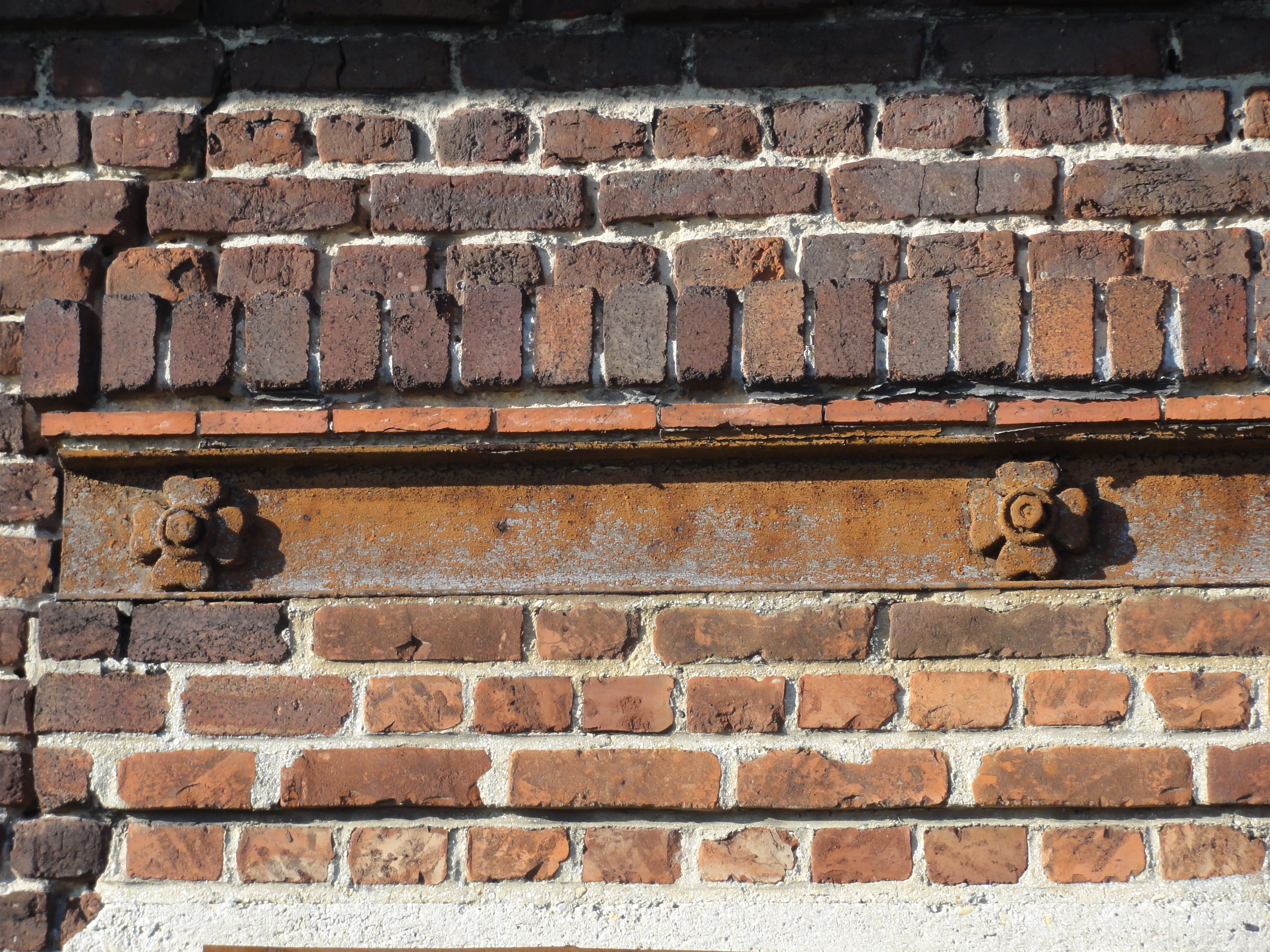
Détail du bâtiment.

## Les cités
Les premiers corons sont bâtis à partir de 1835. Un coron de dix logements l'est au sud de la fosse, et, à l'ouest, de l'autre côté de la route départementale, une ligne de trois corons regroupant huit, neuf et dix logements, ainsi qu'une autre ligne de quatre corons regroupant six, six, huit et huit logements. Ces corons, constituant cinquante-cinq logements, forment la première génération de logements bâtis par la Compagnie des mines d'Anzin.
La fosse fermant, la cité est toujours utilisée pour loger les mineurs des fosses alentours, comme Bayard. L'ouverture de la fosse Lambrecht sur le territoire de Wallers, à seulement 1 075 mètres au nord-nord-ouest, fait prendre un nouveau départ à la cité. L'extraction commencée en 1882 laisse entrevoir un bel avenir, la cité est alors agrandie cette année-là par cinquante-quatre logements répartis en trois lignes de deux corons, regroupant respectivement dix et dix logements, neuf et neuf, neuf et huit. Ceux-ci sont perpendiculaires aux anciens corons.
Une troisième vague de logements construite en 1923 permet de loger 82 familles supplémentaires.
Les corons sont détruits en 1988.

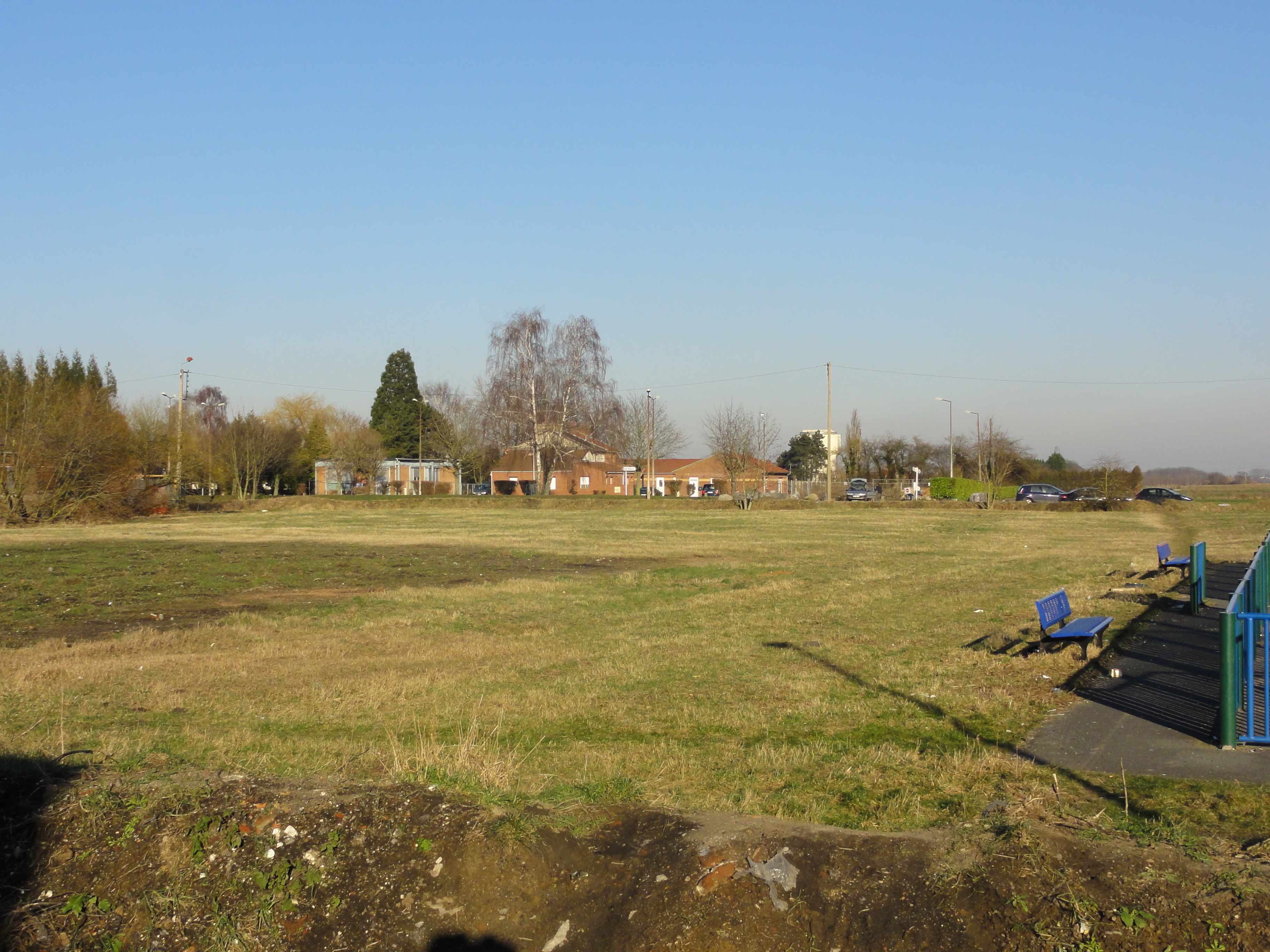
L'emplacement des anciens corons.
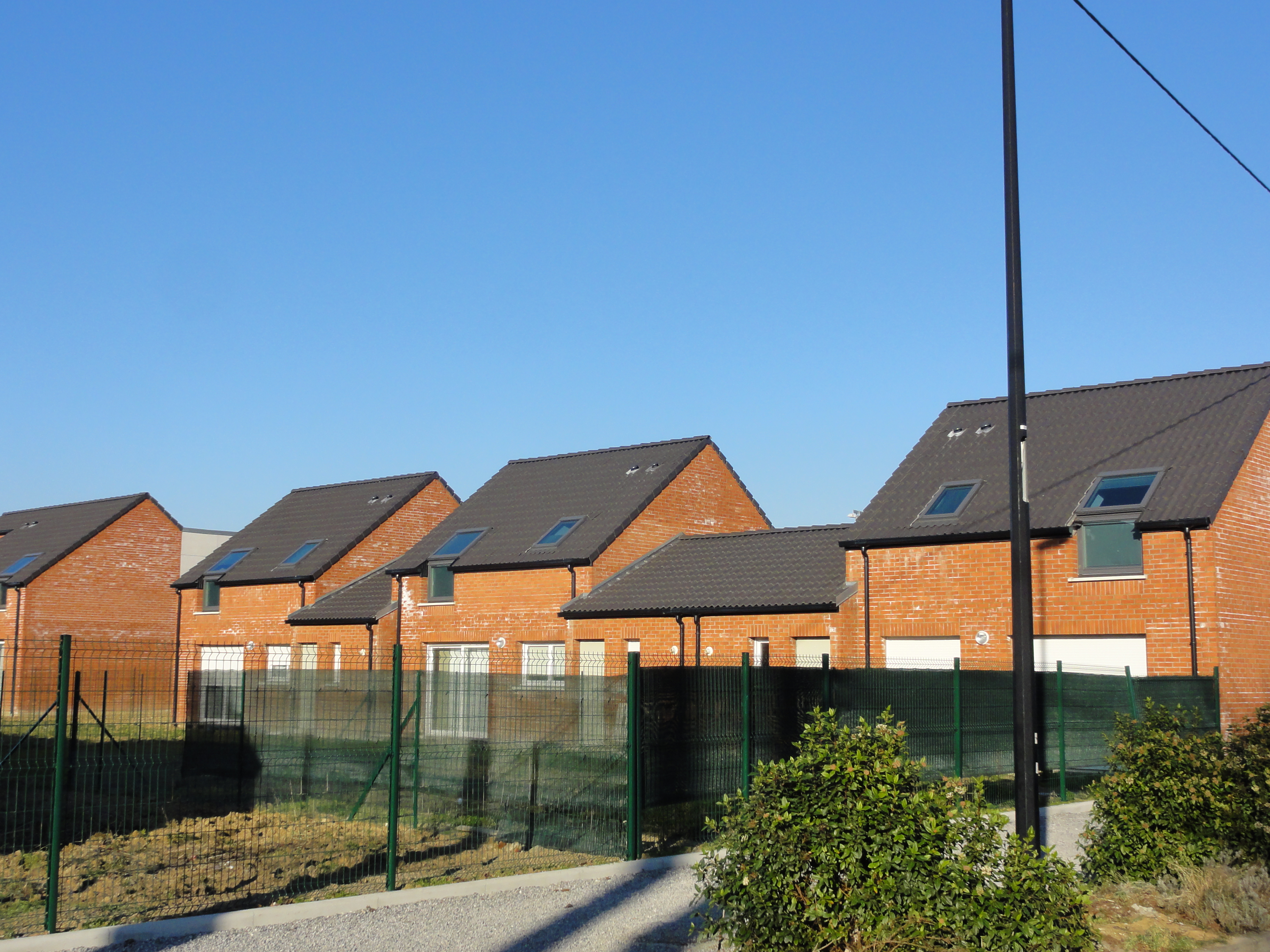
Des constructions bas de gamme remplaçant les anciens corons.
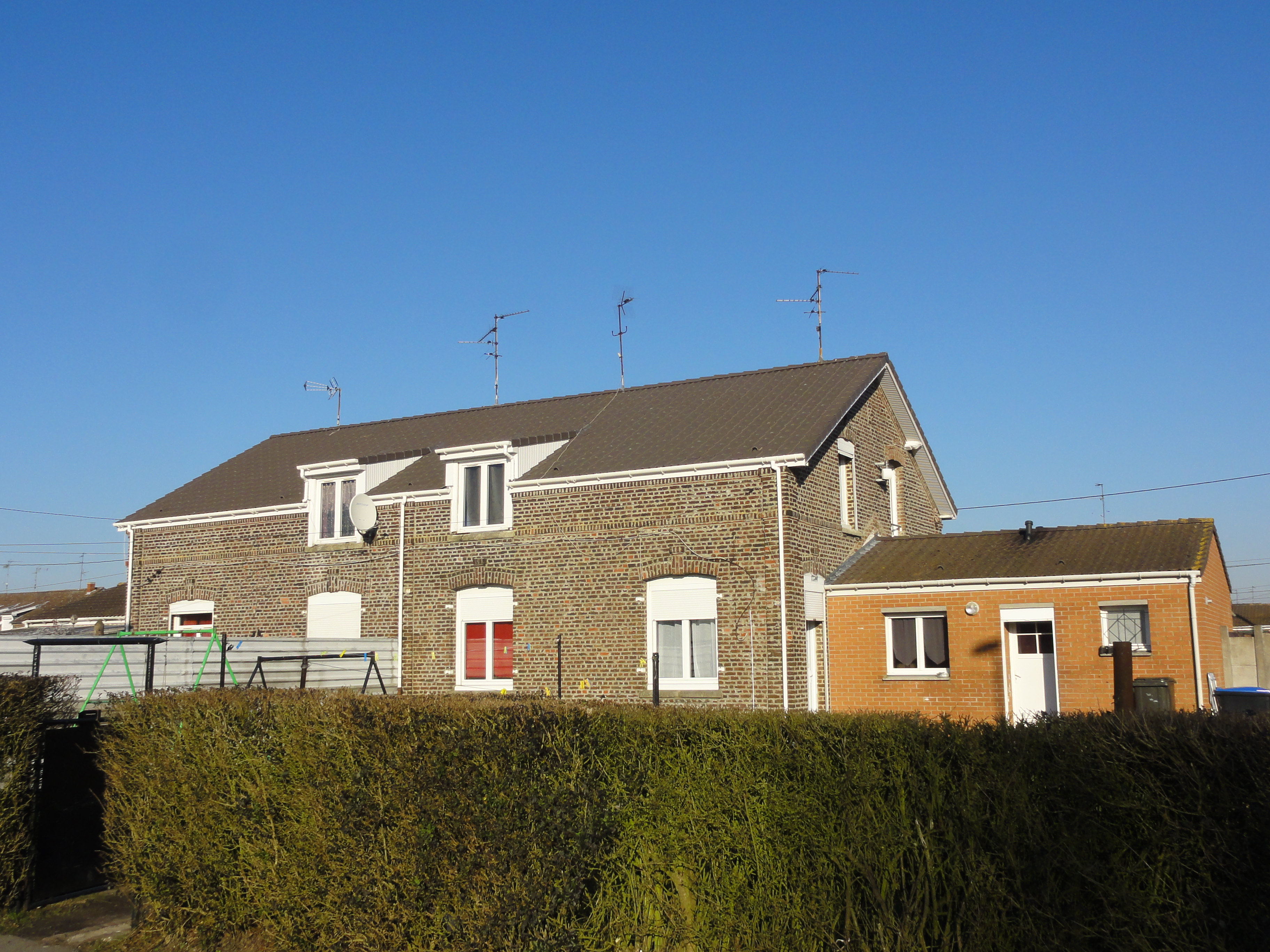
Des habitations groupées par quatre.
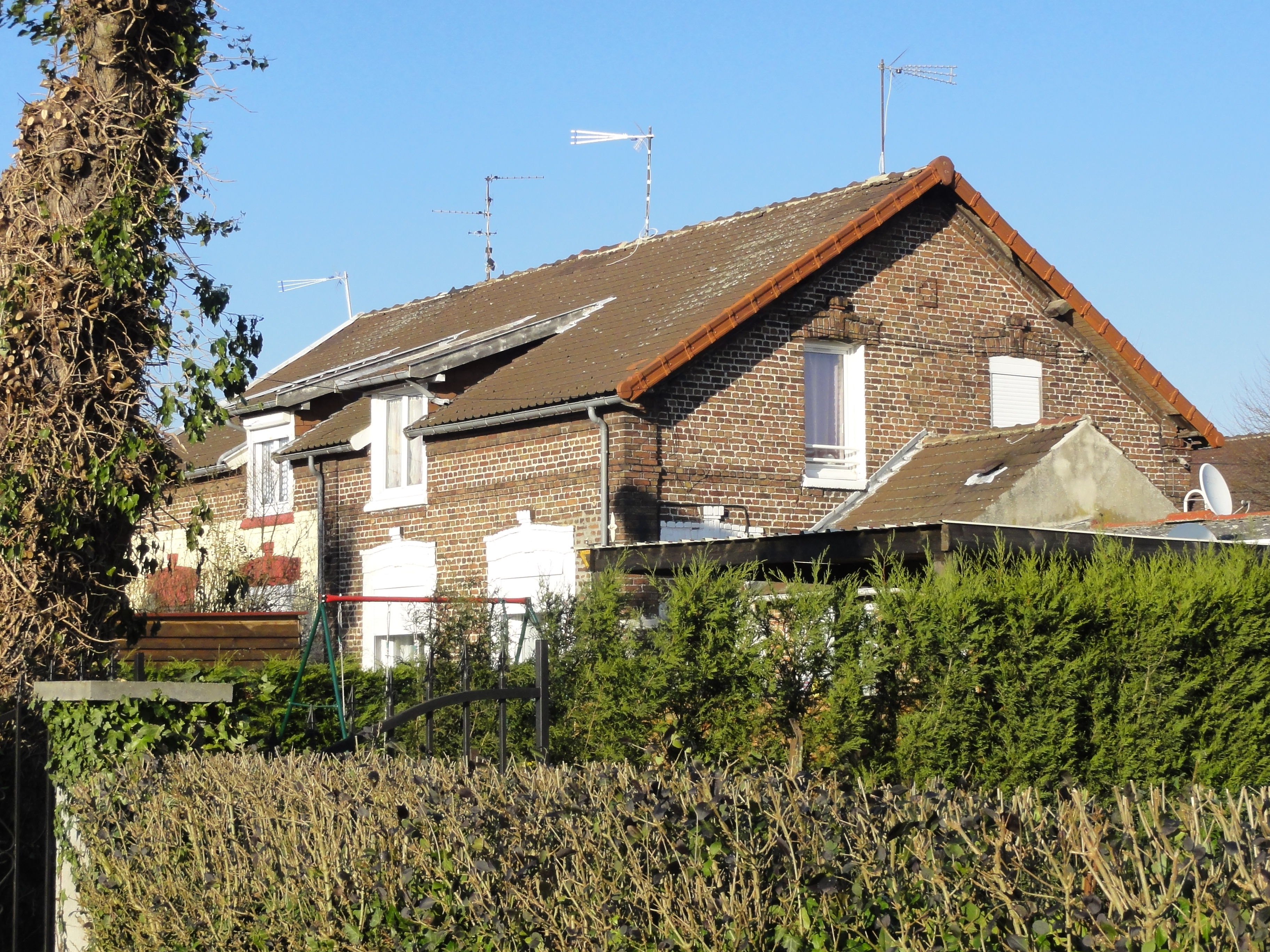
Des habitations groupées par quatre.
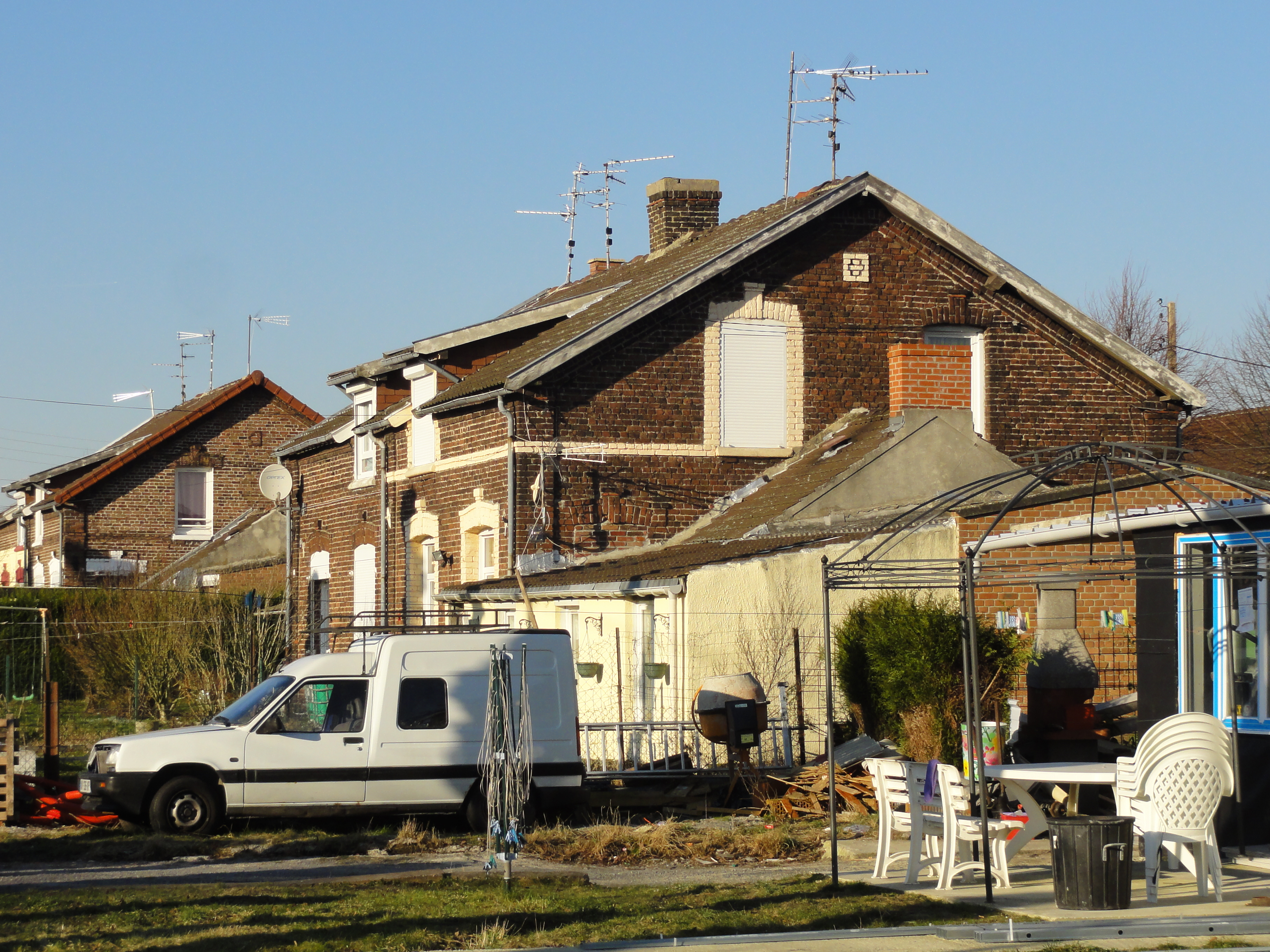
Des habitations groupées par quatre.
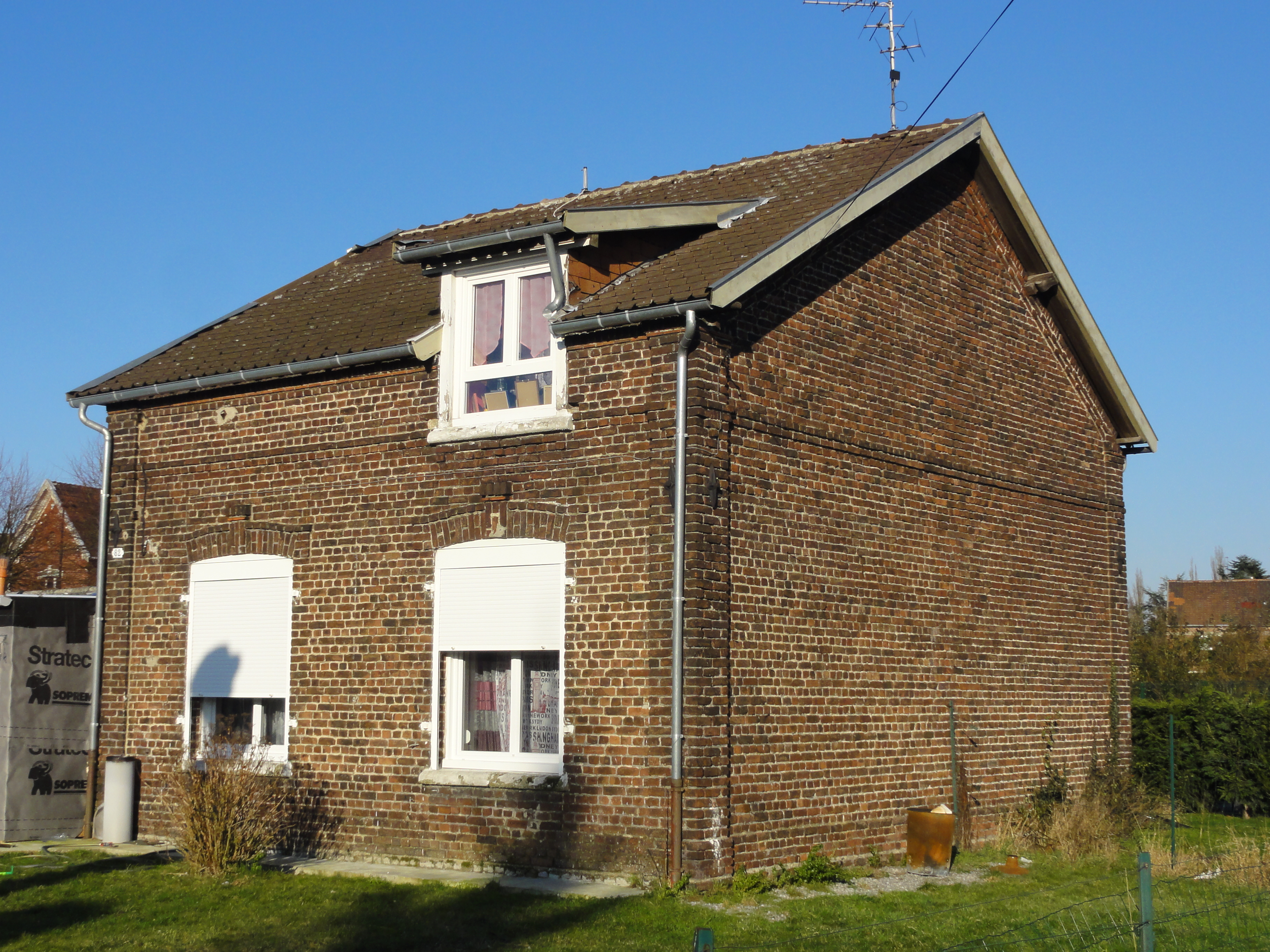
Des habitations groupées par deux.

### Les écoles

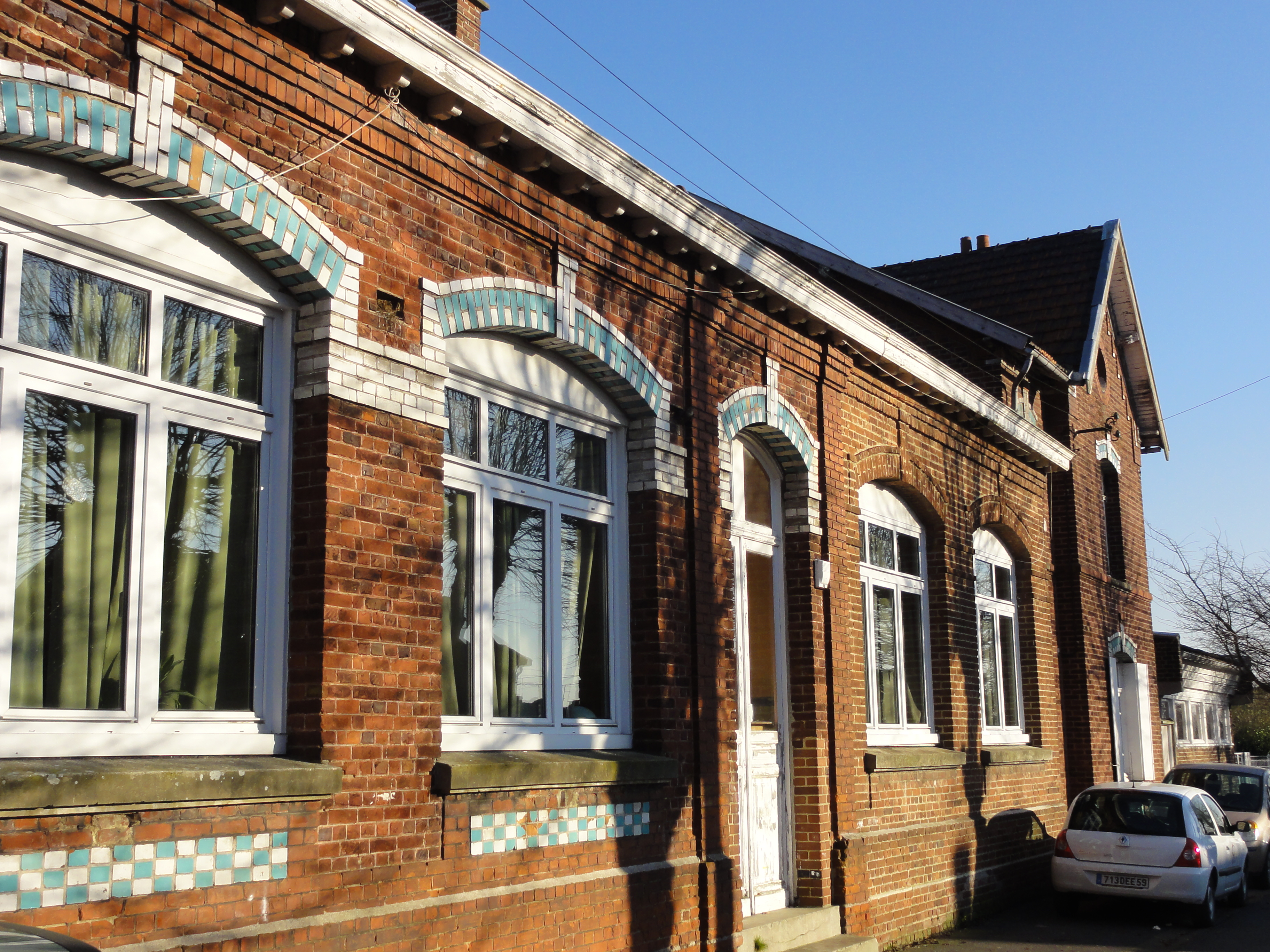
Les écoles.

50° 20′ 30″ N, 3° 22′ 43″ E
Des écoles ont été bâties au cœur des cités de la fosse Bellevue.